# Нейтринна астрономія

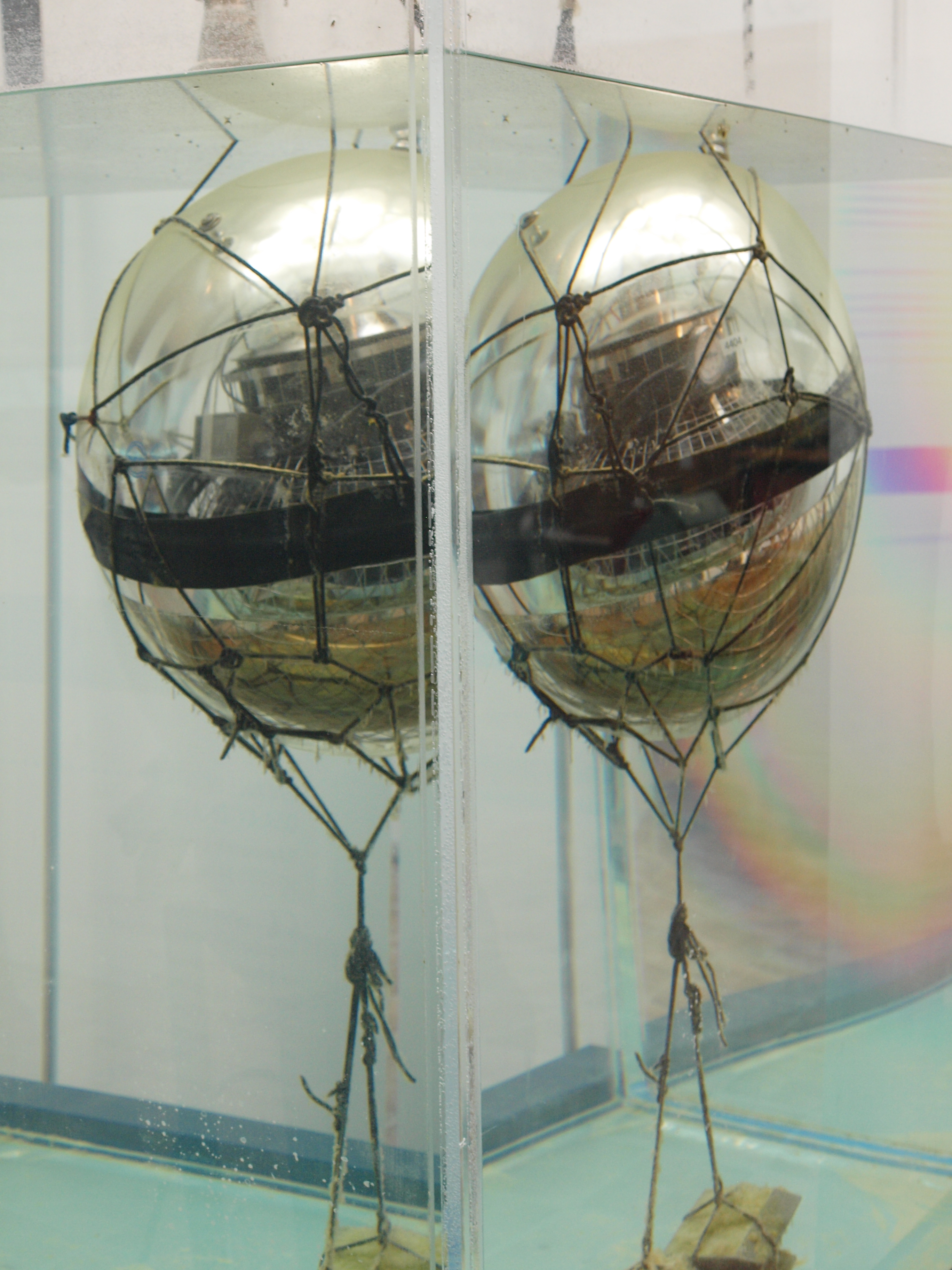
Оптичний модуль від нейтринного телескопа, занурений в акваріум з водою. Нейтринні телескопи складаються із сотень чи тисяч оптичних модулів, розподілених у великому об’ємі.

Нейтринна астрономія — галузь астрономії, що спостерігає астрономічні об'єкти в спеціальних обсерваторіях за допомогою нейтринних детекторів. Нейтрино можуть утворюватися в результаті різних ядерних реакцій: під час зоряного нуклеосинтезу, в астрофізичних явищах високої енергії, в ядерних реакторах або під час взаємодії космічних променів з атмосферою. Через дуже слабку взаємодію з речовиною нейтрино надає унікальну можливість спостерігати за процесами, недоступними для оптичних телескопів, такими як ядерні реакції в надрах Сонця.
З іншого боку, через слабку взаємодію з речовиною нейтринні детектори повинні бути дуже великими (часто тисячі тонн), щоб збільшити шанс, що нейтрино з ними провзаємодіє. Детектори також мають бути добре екрановані від інших випромінювань та використовувати ефективне програмне забезпечення для видалення фонового сигналу.

## Історія дослідження
Нейтрино вперше було зареєстровано в 1956 році Клайдом Ковеном і Фредеріком Райнсом під час експерименту з використанням ядерного реактора як джерела нейтрино. Їхнє відкриття було відзначено Нобелівською премією з фізики 1995 року. 
За цим послідувало перше виявлення атмосферних нейтрино, яке в 1965 році майже одночасно здійснили група Фредеріка Райнса на рідинному сцинтиляторі Кейс-Вітватерсранд-Ірвайн на золотому руднику Іст-Ренд у Південній Африці і бомбейсько-осаксько-даремська колаборація на індійській шахті Колар-Голд-Філд. В Колар-Голд-Філді виявили кандидати в нейтрино на два місяці пізніше, ніж в Іст-Ренді, але саме група з Колар-Голд-Філда отримала формальний пріоритет через публікацію своїх результатів на два тижні раніше. 
У 1968 році Реймонд Девіс і Джон Бакал успішно виявили перші сонячні нейтрино в експерименті Гомстейк. Девіс спільно з японським фізиком Масатосі Косібою отримали половину Нобелівської премії з фізики 2002 року «за новаторський внесок в астрофізику, зокрема за виявлення космічних нейтрино" (інша половина дісталася Ріккардо Джакконі за внесок у відкриття космічних джерел рентгенівського випромінювання). 
Перше покоління проєктів підводних нейтринних телескопів почалося з пропозиції Мойсея Маркова 1960 року «...встановити детектори глибоко в озері або морі та визначати розташування заряджених частинок за допомогою черенковського випромінювання».
Перший підводний нейтринний телескоп був започаткований як проєкт DUMAND в 1976 році. Хоча він зрештою був скасований у 1995 році, він став попередником багатьох інших телескопів у наступні десятиліття.
Байкальський нейтринний телескоп встановлено в південній частині озера Байкал у Росії. Детектор перебуває на глибині 1,1 км і розпочав спостереження в 1980 році.
Артемівський сцинтиляційний детектор (АСД) знаходиться в соляній шахті Соледар (Україна) на глибині понад 100 м. Він був створений у відділі високоенергетичних лептонів та нейтринної астрофізики Інституту ядерних досліджень АН СРСР в 1969 році для вивчення потоків антинейтрино від вибухнувших в Галактиці зірок, а також спектру та взаємодії мюонів космічних променів з енергіями до 10 ^ 13 еВ. Особливістю детектора є 100-тонний сцинтиляційний резервуар із розмірами порядку довжини електромагнітного зливу з початковою енергією 100 ГеВ.

## Методи дослідження

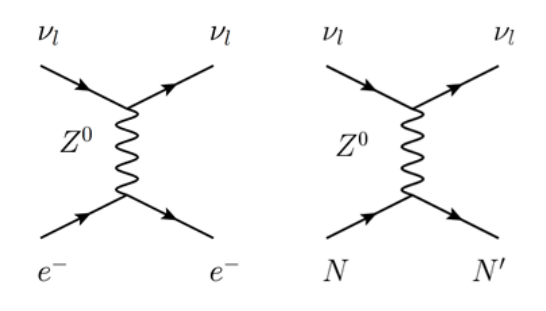
Приклади нейтральних струмів

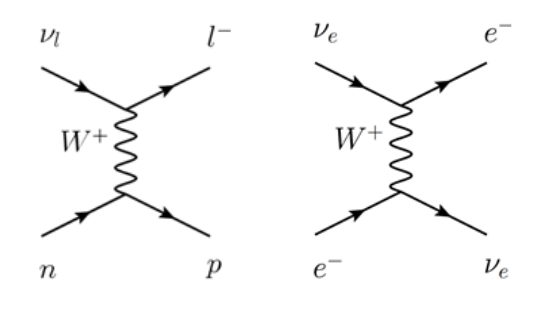
Приклади заряджених струмів

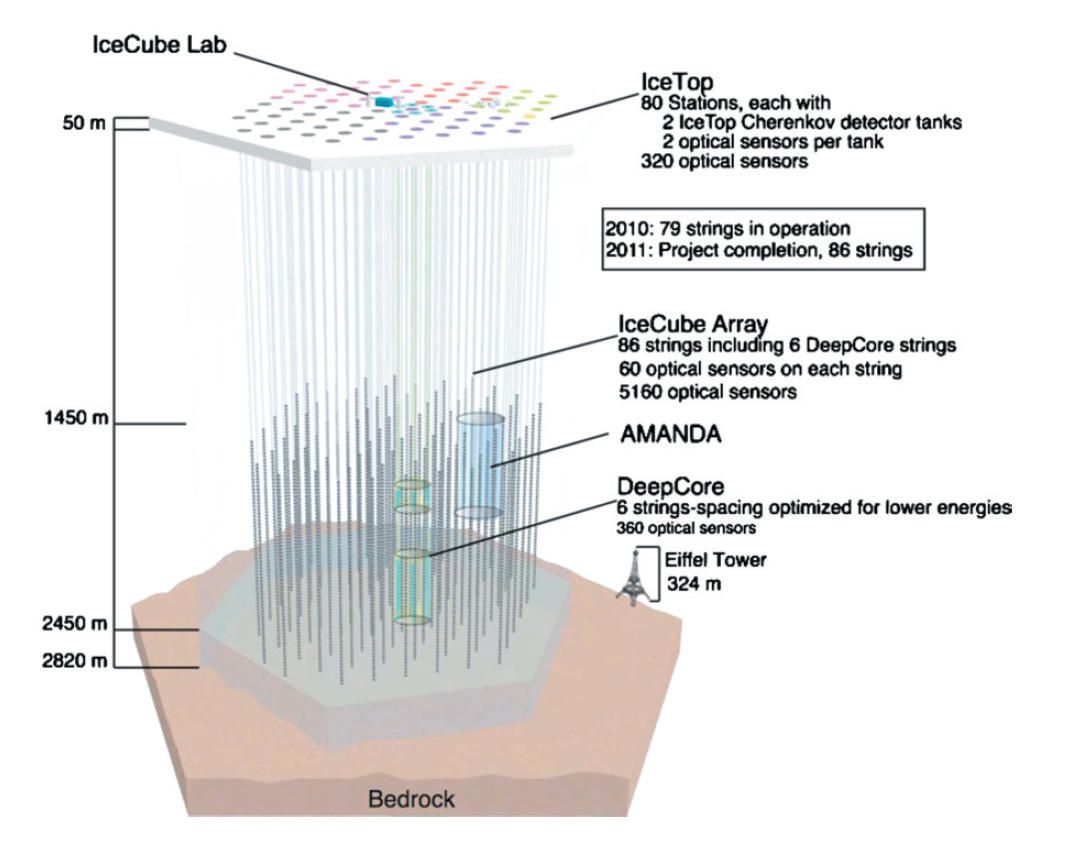
Нейтринний детектор IceCube на Південному полюсі. Фотоелектронні помножувачі знаходяться під більш ніж кілометровим шаром льоду та виявляють фотони від взаємодії нейтрино в межах кубічного кілометра льоду.

Нейтрино надзвичайно рідко взаємодіють з речовиною, тому переважна більшість нейтрино проходить через детектор, не взаємодіючи. Щоб збільшити кількість виявлених нейтрино, доводиться використовувати дуже великі детектори.
Спосіб виявлення нейтрино залежить від енергії та типу нейтрино. Відомим прикладом є взаємодія електронних нейтрино з ядрами атомів у детекторі за допомогою зворотного бета-розпаду зі створенням позитрона й нейтрона. Позитрон негайно анігілює з електроном, утворюючи два фотони з енергією 511 кеВ. Нейтрон захоплюється іншим ядром з вивільненням гамма-випромінювання енергією в кілька МеВ. Загалом, нейтрино можуть взаємодіяти через нейтральний струм або заряджений струм. При взаємодії через нейтральний струм нейтрино взаємодіє з ядром або електроном, зберігаючи свій аромат. У взаємодіях через заряджений струм нейтрино поглинається ядром, утворюючи лептон, що відповідає аромату нейтрино ({\displaystyle {\ce {\nu_{e}-> e^-}}}, {\displaystyle {\ce {\nu_{\mu}-> \mu^{-}}}}, тощо). Якщо утворені в цих реакціях заряджені частинки рухаються достатньо швидко, вони можуть створити черенковське випромінювання.
Для спостереження взаємодій нейтрино в детекторах використовують фотоелектронні помножувачі для виявлення окремих фотонів. За часом надходження фотонів можна визначити час і місце взаємодії нейтрино. Якщо нейтрино під час взаємодії створює мюон, то він рухається по прямій, випромінюючи вздовж своєї траєкторії черенковські фотони, які можна використовувати для реконструкції напрямку руху мюона. Для високоенергетичних взаємодій напрямки нейтрино та мюонів однакові, тому можна визначити, звідки прийшло нейтрино. Енергію нейтрино можна визначити з кількості випущених фотонів.
Зважаючи на дуже слабкий сигнал, слід мінімізувати джерела фонового шуму. Детектори мають бути захищені великою екрануючою масою, і тому їх будують глибоко під землею або під водою, що захищає від більшості космічних променів. Оскільки жодна інша відома частинка не може перетнути всю Землю, детектор налаштовують ловити мюони, які рухаються вгору.
Незважаючи на зусилля з екранування, певне фонове випромінювання неминуче потрапить у детектор, часто через радіоактивні домішки в самому детекторі. Якщо неможливо відрізнити фоновий сигнал від справжнього, для моделювання фону доводиться використати моделювання за методом Монте-Карло. Хоча може бути невідомо, чи є кожна окрема подія фоном чи сигналом, можна виявити перевищення кількості подій над фоновим рівнем, що означає наявність сигналу.

## Застосування
Коли астрономічні тіла, такі як Сонце, вивчаються за допомогою світла, можна безпосередньо спостерігати лише поверхню об’єкта. Будь-яке світло, утворене в ядрі зорі, буде взаємодіяти з частинками газу в зовнішніх шарах зорі і йтиме до поверхні зорі протягом сотень тисяч років, що унеможливлює пряме спостереження ядра. Нейтрино також утворюються в ядрах зір в результаті зоряного нуклеосинтезу, однак виходять назовні, майже не взаємодіючи з речовиною, тому за допомогою нейтринної астрономії можна спостерігати безпосередньо ядро зорі. Також були виявлені нейтрино від наднових, а кілька нейтринних експериментів навіть створили систему раннього попередження про наднові, шукаючи перші ознаки вибухів наднових у вигляді збільшення потоку нейтрино. Ведуться пошуки нейтрино з інших джерел, таких як активні ядра галактик  та гамма-спалахи.

### Попередження про наднові
Сім нейтринних експериментів (Супер-Каміоканде, LVD, IceCube, KamLAND, Borexino, Daya Bay і HALO) працюють разом як система раннього попередження про наднові зорі. Під час колапсу ядра наднової дев'яносто дев'ять відсотків вивільненої енергії уноситься нейтрино. Поки фотони можуть шукати шлях назовні зі щільного ядра наднової протягом годин, нейтрино здатні досягти її поверхні за секунди. Оскільки нейтрино рухаються майже зі швидкістю світла, вони можуть дійти до Землі раніше, ніж фотони. Якщо два чи більше детекторів SNEWS спостерігають одночасне збільшеного потоку нейтрино, професійним астрономам і астрономам-любителям надсилається попередження, щоб вони шукали наднову на певній ділянці неба.

### Процеси у зорях

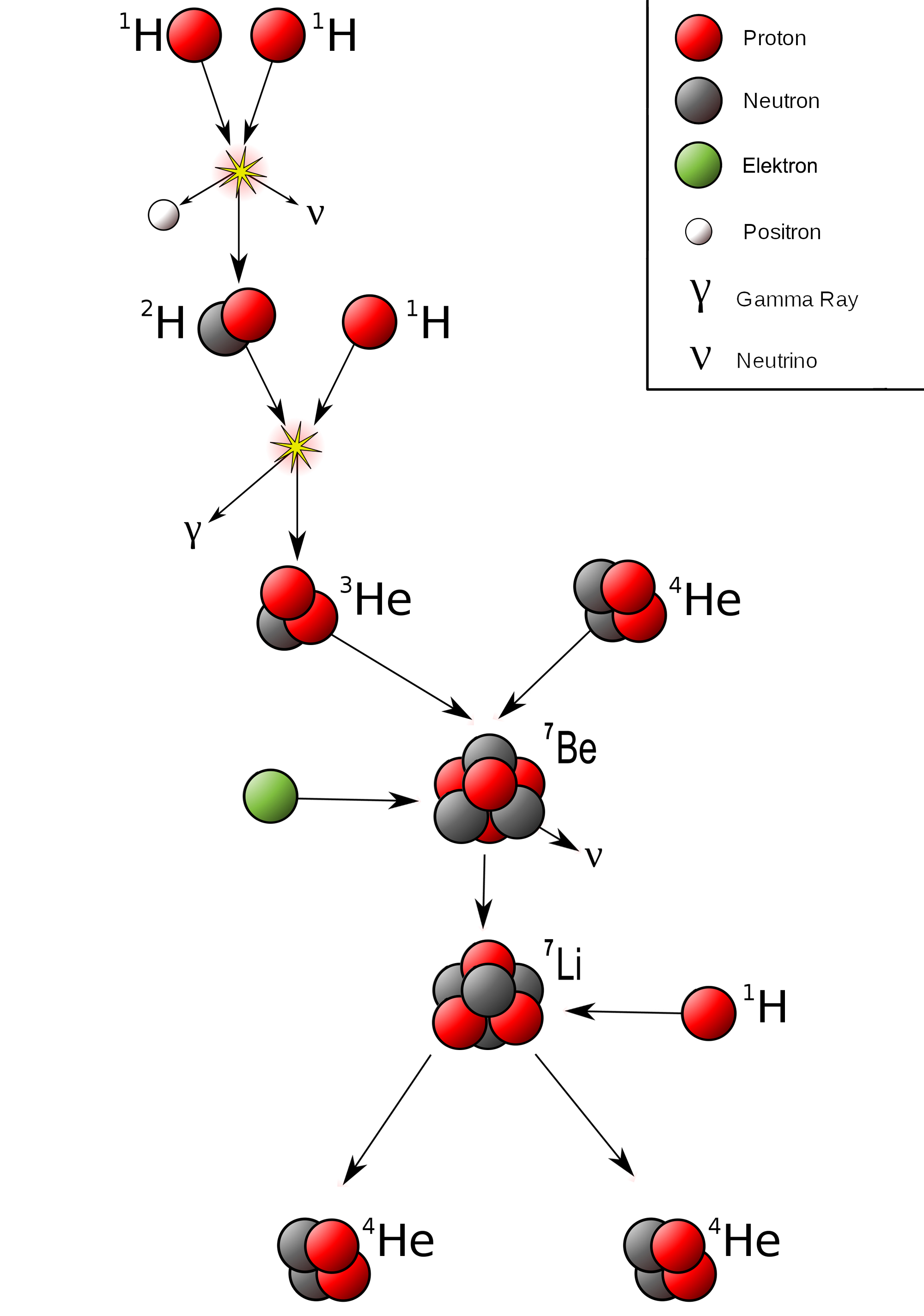
Протон-протонний ланцюжок термоядерного синтезу, що відповідає за більшу частину енергії Сонця.

Сонце, як і інші зорі, отримує енергію за рахунок ядерного синтезу в своєму ядрі. Фотони виходять з ядра багато тисяч років, багаторазово розсіюючись на навколишній речовині і виконуючи випадкові блукання, і єдиним способом отримати дані про ядерні процеси на Сонці в реальному часі є нейтрино.
Існує два основні процеси ядерного синтезу зір. Перший — це протон-протонний ланцюжок, у якому протони зливаються у гелій, інколи тимчасово створюючи на цьому шляху важчі елементи літію, берилію та бору. Другий — вуглецево-азотний цикл, у якому вуглець поглинає протони, послідовно перетворюючись на азот і кисень, а потім вивільняє ядро гелію в ході альфа-розпаду, починаючи цикл знову. Протон-протонний ланцюжок, є основним процесом на Сонці, тоді як вуглецево-азотний цикл домінує в зорях, масивніших за Сонце.
Кожна стадія процесу має дозволений спектр енергії для нейтрино (або навіть дискретну енергію нейтрино - для процесів електронного захоплення). Відносні швидкості ядерних процесів на Сонці можна визначити за спостереженнями його нейтринного потоку на різних енергіях. Це дозволяє зрозуміти параметри Сонця, наприклад, його металічність.
Borexino є одним із детекторів, що вивчають сонячні нейтрино. У 2018 році ця колаборація знайшла доказу існування сонячних нейтрино від злиття двох протонів з електроном (pep-нейтрино) на рівні достовірності 5σ. У 2020 році вони вперше знайшли докази існування нейтрино із CNO-циклу на Сонці. Удосконалення вимірювання CNO-нейтрино буде особливо корисним для визначення металевості Сонця.

### Склад та структура Землі

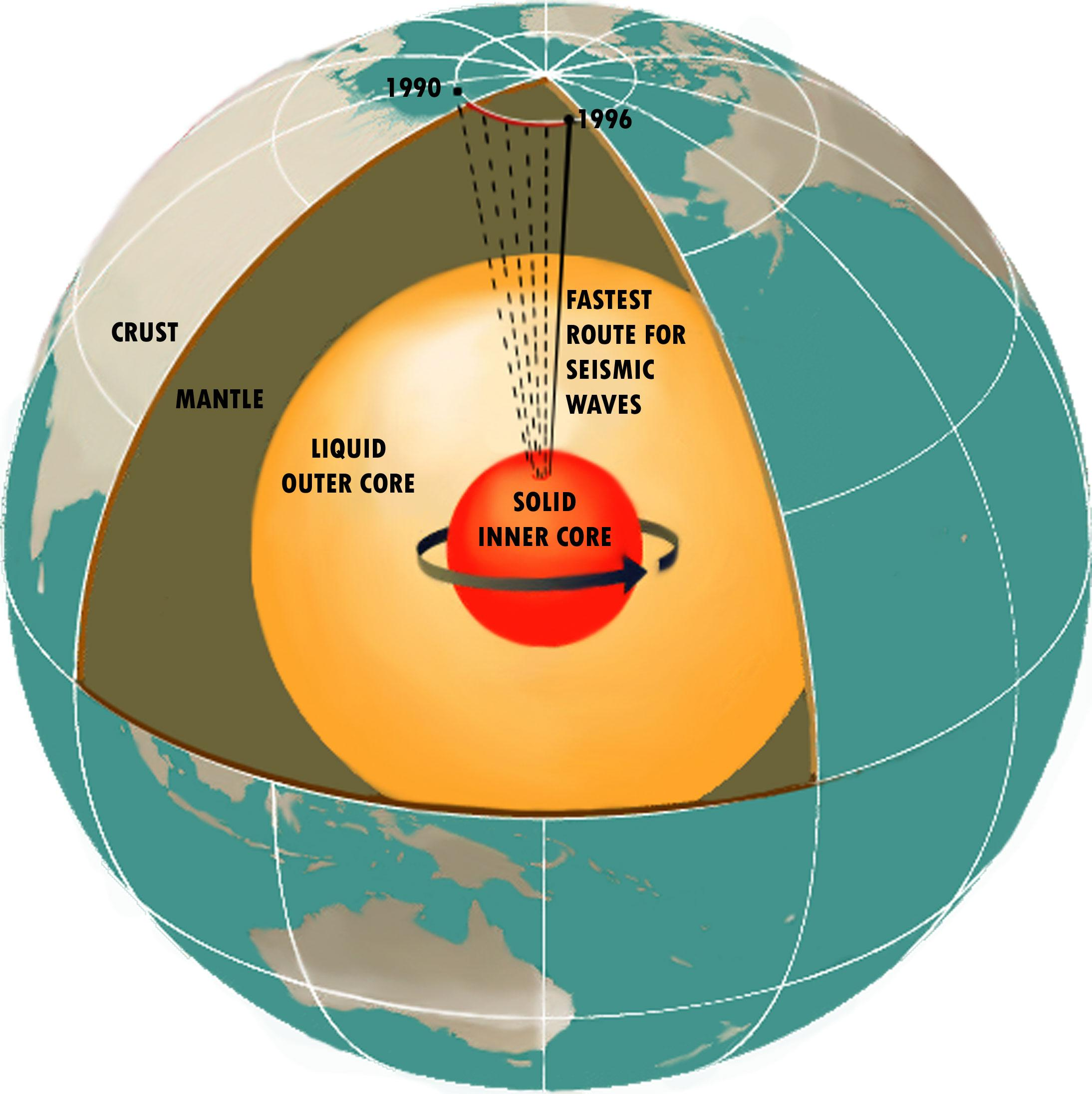
Модель внутрішньої будови Землі, визначена з сейсмічних даних. Нейтрино дасть незалежну перевірку цієї моделі

Всередині Землі містяться такі радіоактивні елементи, як 238U і 232Th і продукти їхнього розпаду, а також 40K. Під час бета-розпаду вони випромінюють антинейтрино, які можна реєструвати нейтринними детекторами. Енергія цих антинейтрино залежить від типу батьківського ядра. Вимірюючи ці антинейтрино, детектор Borexino оцінив загальне енерговиділення в ядрі Землі та встановив, що відносна поширеність 238U і 232Th в ядрі така ж сама, як у хондритових метеоритах.
Для нейтрино з енергією в кілька ТеВ ймовірність поглинання під час проходження крізь Землю є достатньо великою, зменшення потоку таких нейтрино від відомих астрофізичних джерел можна було використовувати для нейтринної томографії Землі. У 2018 році дані IceCube були використані для підгонки п'ятишарової моделі внутрішньої будови Землі під спостережні дані для розподілу висхідних нейтрино за енергіями й напрямками, й отриманий розподіл густин добре узгодився з сейсмічними та гравітаційними даними. Похибки цього методу залишаються великими, але очікується, що майбутні дані IceCube і KM3NeT допоможуть покращити точність цього методу.

### Високоенергетичні астрофізичні події
Окрім первинних (астрофізичних) нейтрино, що приходять безпосередньо з космосу, детектори реєструють також вторинні (атмосферні) нейтрино, утворені в результаті розпаду піонів та каонів, народжених під час взаємодії космічних променів з атмосферою Землі. При низьких енергіях потік атмосферних нейтрино в багато разів перевищує астрофізичні нейтрино, однак на високих енергіях (~100 ТеВ) домінують астрофізичні нейтрино, і саме їх використовують для дослідження високоенергетичних астрофізичні подій. Те, що нейтрино (на відміну від космічних променів) слабко взаємодіє й майже не відхиляється від свого початкового напрямку, забезпечує відносно високу кутову роздільну здатність нейтринної астрономії.
Спостереження на різних довжинах хвиль були використані, щоб показати, що спостережувані нейтрино і походять від далекого блазара. З часом спостереження нейтрино має все більше використовуватись для доповнення електромагнітних і гравітаційних спостережень, як складова частина багатоканальної астрономії.